# Pascal Langer
Pascal Langer (* 30. Dezember 1977) ist ein ehemaliger belgischer Skilangläufer und Biathlet aus Elsenborn im deutschsprachigen Teil Belgiens, der für den SC Bütgenbach startet.
Pascal Langer begann seine internationale Karriere 2004 im Rahmen von Biathlon-Europacup-Rennen in Geilo. Sein erstes Rennen war ein Einzel, in dem er den 57. Platz belegte. Höhepunkt seiner ersten Saison war die Teilnahme an den Biathlon-Weltmeisterschaften 2005 in Hochfilzen. Er erreichte die Plätze 112 im Einzel und 100 im Sprint. In Hochfilzen gab Langer in der folgenden Saison 2005/06 sein Debüt im Biathlon-Weltcup. Im Einzel belegte er Platz 119, im Sprint Platz 120. 2007 startete der Belgier in Antholz erneut bei einer WM. 105. wurde er im Sprint, 103. im Einzel und 21. mit der Mixed-Staffel, zu der neben ihm auch Thorsten Langer sowie die Schwestern Nathalie Santer-Bjørndalen und Saskia Santer gehörten. Im Weltcup schaffte Langer in der Saison 2007/08 mit Platz 94 im Sprint von Oberhof sein bislang bestes Ergebnis. Höhepunkt der Saison wurde die dritte Teilnahme bei Biathlon-Weltmeisterschaften. In Östersund erreichte Langer den 100. Platz im Sprint.
2005 gewann Pascal Langer in Ruhpolding die Titel des belgischen Meisters im Einzel und Massenstart. Im Sprint wurde er Vizemeister. Im Skilanglauf wurde Langer mehrfacher belgischer Meister.
Langer arbeitet heute als Biathlontrainer in Elsenborn und als Juniorentrainer beim belgischen Biathlonverband.

## Biathlon-Weltcup-Platzierungen
Die Tabelle zeigt alle Platzierungen (je nach Austragungsjahr einschließlich Olympische Spiele und Weltmeisterschaften).
- 1.–3. Platz: Anzahl der Podiumsplatzierungen
- Top 10: Anzahl der Platzierungen unter den ersten zehn (einschließlich Podium)
- Punkteränge: Anzahl der Platzierungen innerhalb der Punkteränge (einschließlich Podium und Top 10)
- Starts: Anzahl gelaufener Rennen in der jeweiligen Disziplin

| Platzierung                      | Einzel | Sprint | Verfolgung | Massenstart | Staffel | Gesamt |
| -------------------------------- | ------ | ------ | ---------- | ----------- | ------- | ------ |
| 1. Platz                         |        |        |            |             |         |        |
| 2. Platz                         |        |        |            |             |         |        |
| 3. Platz                         |        |        |            |             |         |        |
| Top 10                           |        |        |            |             |         |        |
| Punkteränge                      |        |        |            |             | 2       | 2      |
| Starts                           | 9      | 21     |            |             | 2       | 32     |
| Stand: nach der Saison 2011/2012 |        |        |            |             |         |        |